# 世界パラ陸上競技選手権大会
世界パラ陸上競技選手権大会（せかいぱらりくじょうきょうぎせんしゅけんたいかい、World Para Athletics Championships）は国際パラリンピック委員会により創設された、パラ陸上競技大会。1994年にドイツのベルリンで第1回大会が開かれ、2006年第4回大会まで4年に1度開催されていたが、2011年第5回大会以降は2年に1度の開催となった。

## 大会一覧
| 回 | 年   | 開催地             | 開催国           | 日程                | 会場                                     | 種目数 | 選手数   |
| -- | ---- | ------------------ | ---------------- | ------------------- | ---------------------------------------- | ------ | -------- |
| 1  | 1994 | ベルリン           | ドイツ           | 7月22日 - 7月31日   | ベルリン・オリンピアシュタディオン       |        | 1154     |
| 2  | 1998 | バーミンガム       | イギリス         | 8月9日 - 8月16日    | アレクサンダー・スタジアム               |        | 1000以上 |
| 3  | 2002 | リール             | フランス         | 7月20日 - 7月28日   | スタジアム・ノール・リール・メトロポール |        |          |
| 4  | 2006 | アッセン           | オランダ         | 9月2日 - 9月10日    | De Bonte Wever                           |        | 1200     |
| 5  | 2011 | クライストチャーチ | ニュージーランド | 1月21日 - 1月30日   | クイーンエリザベス2世スタジアム          | 213    | 1060     |
| 6  | 2013 | リヨン             | フランス         | 7月20日 - 7月29日   | Parc de Parilly                          |        |          |
| 7  | 2015 | ドーハ             | カタール         | 10月21日 - 10月31日 | スハイム・ビン・ハマド・スタジアム       |        |          |
| 8  | 2017 | ロンドン           | イギリス         | 7月14日 - 7月23日   | ロンドン・スタジアム                     |        |          |
| 9  | 2019 | ドバイ             | アラブ首長国連邦 | 11月7日 - 11月15日  | Dubai Club for People with Determination |        |          |
| 10 | 2023 | パリ               | フランス         | 7月8日 - 7月17日    | スタッド・セバスティアン・シャルレティ   |        |          |
| 11 | 2024 | 神戸               | 日本             | 5月17日 - 5月25日   | ユニバー記念競技場                       |        |          |
| 12 | 2025 | ニューデリー       | インド           |                     |                                          |        |          |

## クラス分け
競技者により競技グループ分けがある。トラック競技、フィールド競技の区分で先頭のアルファベットを記す。次に障害区分によるクラス分けをして数字を記す。そして出場種目により、400mT53、800mT53のように記す。以下の分類がある。
- F = フィールド競技
- T = トラック競技、マラソン
- P = 五種競技

同一カテゴリ内では数字が小さいほど障害による制約が大きい。
- 11-13 - 視覚障害（伴走者有）
- 20 - 知的障害
- 40 - 小人症
- 31-38 - 脳性まひ、運動失調　31-34は車いす、35-38は立位で行う。
- 41-46 - 切断等
- 51-58 - 車いす陸上競技

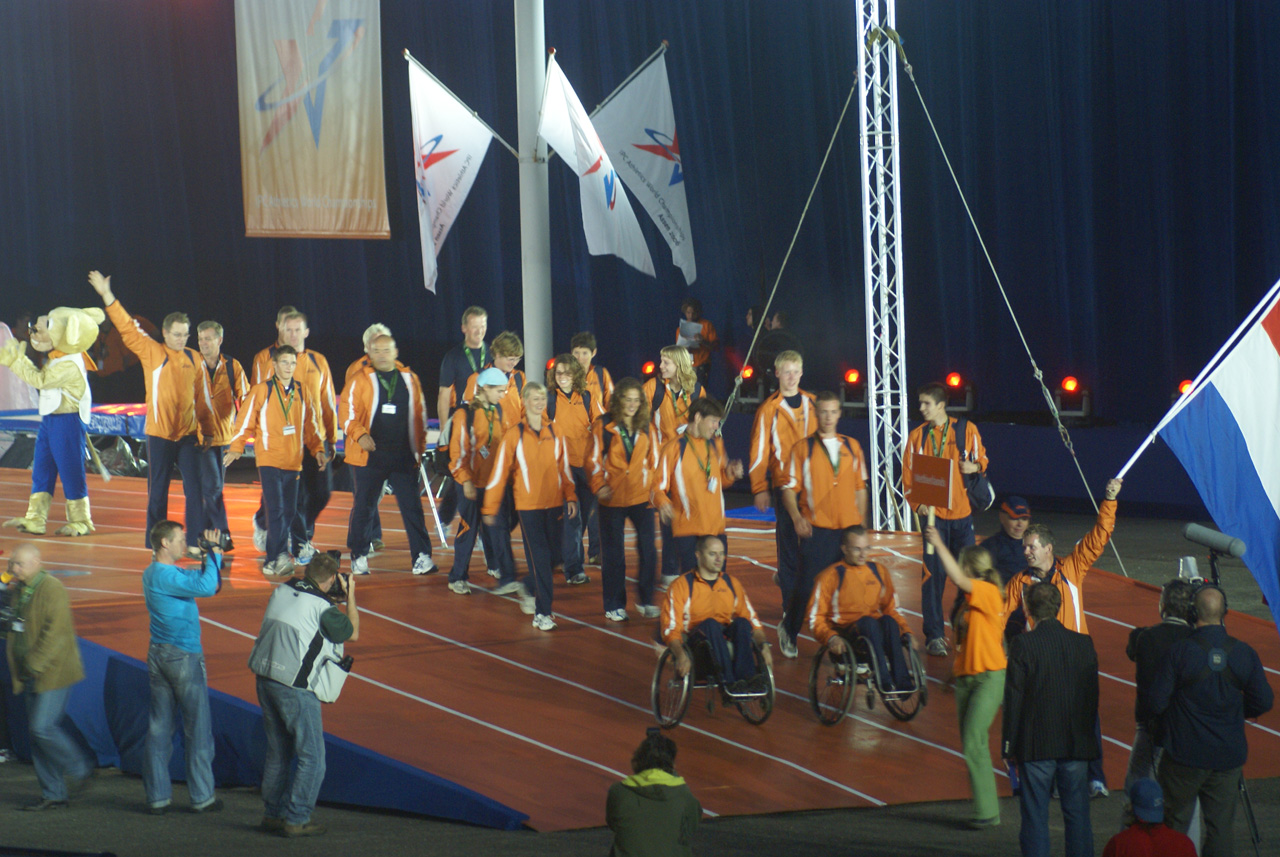
第4回大会開会式のオランダ選手団入場
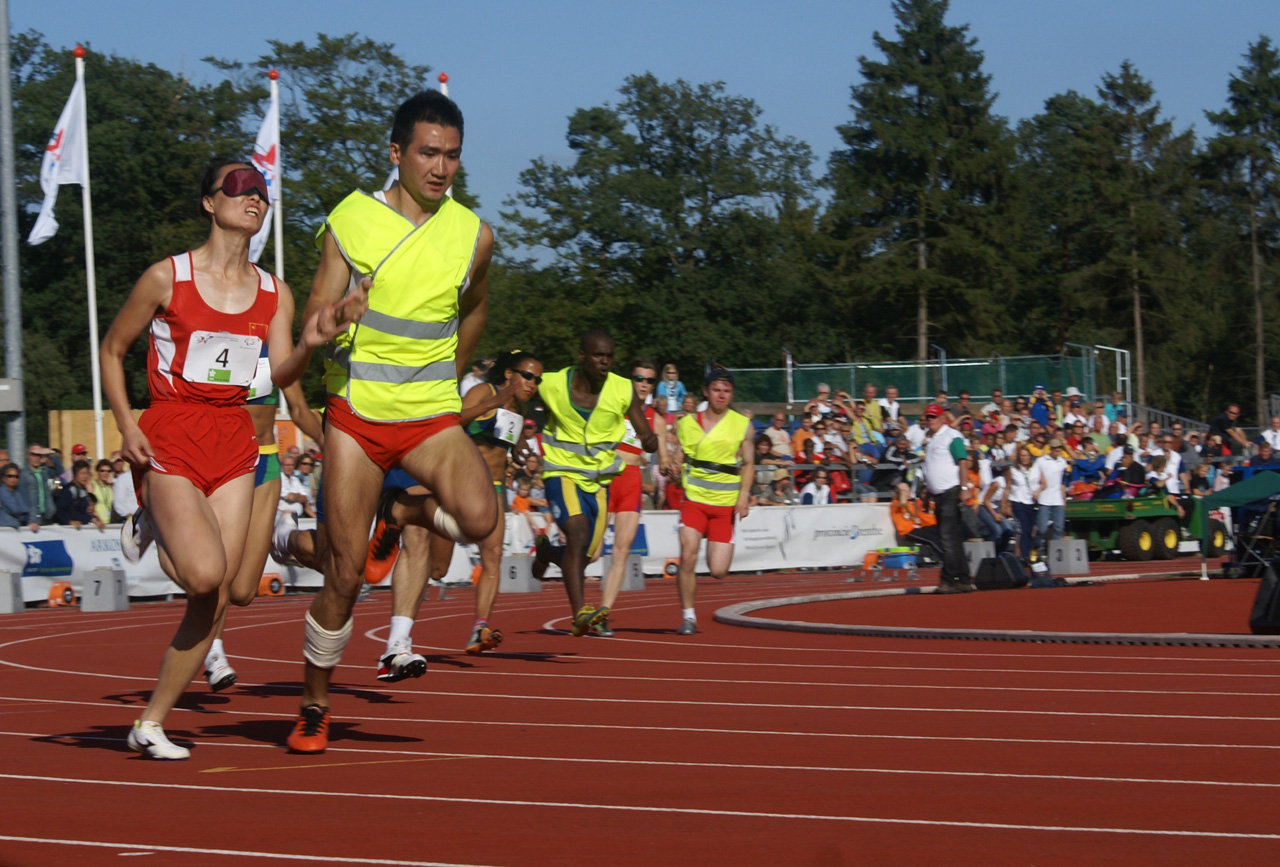
女子トラック競技における伴走
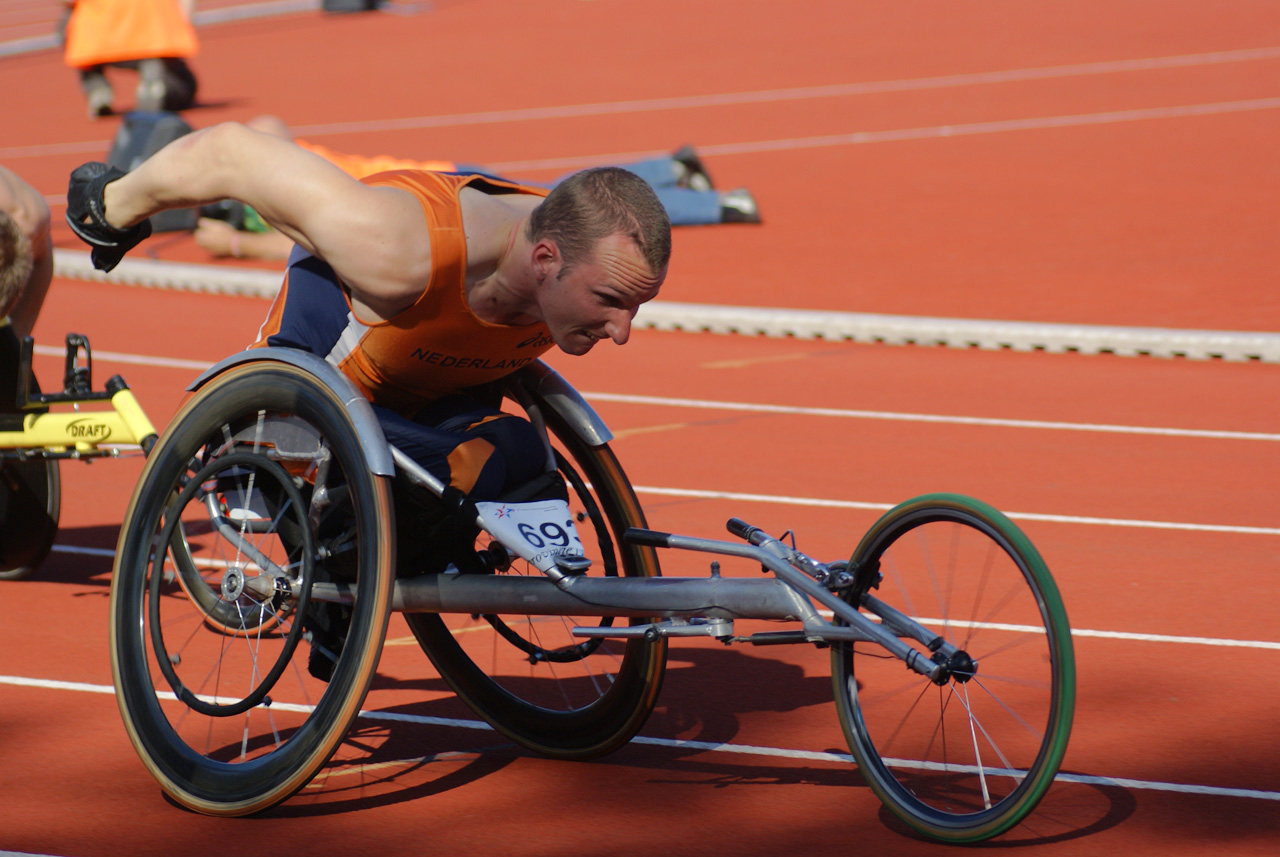
男子トラック競技のケニー・ヴァン・ウィーゲル（英語版）